# Piet Bakers
Piet Bakers (Eindhoven, 5 september 1922 – 14 augustus 1998) was een Nederlands voetballer.
Via Veloc en Nuenen kwam de van oorsprong rechtsbuiten in 1941 bij PSV. Hij begon in het tweede elftal en debuteerde een jaar later in de hoofdmacht.
Toenmalig trainer Jan van den Broek positioneerde Bakers op de rechtsbackpositie. Bakers bleef veertien seizoenen bij PSV, tot 1955. Hij speelde 180 competitiewedstrijden en scoorde 11 keer, waarvan 10 in het ene jaar toen hij als midvoor ingezet werd. 
Op 32-jarige leeftijd vertrok hij naar Brabantia dat na een eenjarig profbestaan was teruggekeerd naar de amateurs.
Een jaar later, in 1956, keerde hij weer terug in het profvoetbal bij SHS. Na een seizoen stopte hij en beëindigde zijn voetballoopbaan.
Bakers speelde één interland.
Na zijn carrière bleef hij betrokken bij PSV. Hij was 20 jaar voorzitter van de jeugdafdeling. Hij was lid van verdienste van PSV.

## Interlands
| Interlands van Piet Bakers voor Nederland | Interlands van Piet Bakers voor Nederland | Interlands van Piet Bakers voor Nederland | Interlands van Piet Bakers voor Nederland | Interlands van Piet Bakers voor Nederland | Interlands van Piet Bakers voor Nederland | Interlands van Piet Bakers voor Nederland |
| №                                         | Datum                                     | Wedstrijd                                 | Uitslag                                   | Competitie                                | Goals                                     | Assists                                   |
| Als speler van PSV                        | Als speler van PSV                        | Als speler van PSV                        | Als speler van PSV                        | Als speler van PSV                        | Als speler van PSV                        | Als speler van PSV                        |
| ----------------------------------------- | ----------------------------------------- | ----------------------------------------- | ----------------------------------------- | ----------------------------------------- | ----------------------------------------- | ----------------------------------------- |
| 1.                                        | 27 oktober 1951                           | Nederland – Finland                       | 4 – 4                                     | Vriendschappelijk                         | 0                                         | 0                                         |

## Erelijst
- Nederlands landskampioen: 1951
- Districts/Afdelingskampioen: 1948, 1951, 1954, 1955
- KNVB beker: 1950